# Louie Bellson
Louie Bellson (Rock Falls, 1924. július 6. – Los Angeles, 2009. február 14.) amerikai dzsesszdobos. Richard Cook szakíró szerint ő volt az utolsó nagy swingdobos.

## Pályafutása
Egy zenebolt tulajdonosának fiaként korán megismert különféle hangszereket. Dobleckéket először Roy Knapptól kapott, aki Gene Krupa tanára is volt. Meg is barátkozott Gene Krupával, attán Dave Tough-val és Buddy Rich-csel. 1940-ben megnyert egy Krupa által szponzorált dobversenyt, így 1941-ben − még tinédzserként – csatlakozott Ted Fio Rito zenekarához, ahol Benny Goodman felfedezte őt.
1943-1951 között Benny Goodman, Tommy Dorsey és Harry James dobosa volt. 1952-ben Duke Ellingtonnak megírta a Skin Deep és a The Hawk Talks című darabokat.
1952-ben feleségül vette Pearl Baileyt, otthagyta a Duke Ellington Orchestrát, és Bailey mellett zenei vezetőként dolgozott.
Idővel az amerikai dzsessz egyik sikeres zenekarvezetőjévé vált; olyan zenészek játszottak együtteseiben, mint Bobby Shew, Don Menza, Blue Mitchell, Joe Pass, Larry Coryell, George Duvivier. Az 1950-es és 1960-as években fellépett Tommy Dorsey és Jimmy Dorsey mellett Count Basie-vel, Harry Jamesszel és Duke Ellingtonnal. 1956-ban Ellington A Drum is a Woman című albumában is benne volt. A Saturday Night Show zenekarban Sarah Vaughan, James Brown és Frank Sinatra társaságában lépett fel.
Stúdiózenészként is dolgozott számos lemezen, köztük Ella Fitzgerald egyes felvételein is. Az 1970-es években gyakran játszott trióban Oscar Petersonnal és Niels-Henning Ørsted Pedersennel.
Csaknem 60 éves pályafutása során kb. 200 albumot adott ki és/vagy vett fel olyan neves zenészekkel és vezetőkkel, mint pl. Art Tatum, Dizzy Gillespie, Gerry Mulligan, Stan Getz, Hank Jones, Zoot Sims, Sonny Stitt, Milt Jackson, Clark Terry, Louis Armstrong, Lionel Hampton, Eddie Davis, Shelly Manne, Billy Cobham, Sammy Davis Jr., Tony Bennett, Pearl Bailey, Mel Tormé, Joe Williams, Wayne Newton. Mintegy ezer kompozíció vagy feldolgozás fűződik a nevéhez.
Amikor a nyolcvanadik születésnapját ünnepelték, így viccelődött: „Nem vagyok olyan öreg, 40 éves vagyok ezen a lábon, és 40 a másikon.”
2009-ben halt meg Los Angelesben, 84 évesen.

## Lemezválogatás
- Trombonology (& Tommy Dorsey, 1947)
- Fancy Dan (& Duke Ellington, 1951)
- The Hawk Talks (& Ellington, 1951)
- A tone parallel to Harlem (& Ellington, 1951)
- Skin deep (& Ellington, 1952)
- The First Concert Of Sacred Music, 1965)
- Ow / Sticks (R. Eldridge, D. Gillespie etc.)
- Drum solo (& JATP, 1954)
- Basie In Sweden (& Count Basie, 1962)
- Basie Jam (& Count Basie, 1973)
- The Bosses (& Big Joe Turner, Count Basie, 1974)
- The Drum Session (& Shelly Manne, Willie Bobo, Paul Humphrey, 1975)
- Satch And Josh (& O. Peterson, Count Basie, 1977)
- Live (1979)
- The London Gig (1982)